# Nautik
Nautik ist die Wissenschaft und Lehre von der Führung eines Schiffes, von der Schifffahrt und ihren Hilfsmitteln, kurz die Schifffahrtskunde oder Steuermannskunst. Das Wort wurde in der zweiten Hälfte des 18. Jahrhunderts entlehnt aus dem altgriechischen ναυτική (sc. τέχνη) nautikḗ (nämlich téchnē), das bereits „Schifffahrtskunde“ bedeutete.

## Definition
Das Eigenschaftswort nautisch bezeichnet einerseits die damit zusammenhängenden Tätigkeiten, andererseits unterscheiden sich die in der Schifffahrt verwendeten Methoden und Messgeräte von jenen der Luftfahrt, der Geodäsie und anderen Fachgebieten (siehe z. B. nautische Meile, nautische Dämmerung, nautisches Jahrbuch).

## Geschichte der Nautik
Um 3500 v. Chr. führte verstärkter Handel zwischen Mesopotamien und dem Mittelmeergebiet zur Gründung der ersten Küstenstädte in der Levante. Der Seehandel führte nach Westen entlang der Küste von Kleinasien in die Ägäis und in Richtung Süden nach Ägypten. Die Seefahrer richteten sich nach markanten Küstenpunkten, verwendeten das Steinlot zum Messen der Wassertiefe und richteten sich nach dem Sonnenstand. Wenn ein senkrechter Stab (Gnomon) den kürzesten Schatten warf, war Mittag. In dieser Richtung war auch Norden, entgegengesetzt Süden und im rechten Winkel Osten und Westen. In der Nacht richtete man sich nach dem Großen Wagen. Dies alles gilt nur für die nördliche Erdhalbkugel.
Nach Überlieferungen soll der Gelbe Kaiser Huangdi 2634 v. Chr. in China den ersten Kompass verwendet haben. Ein Stück Magneteisenstein, das auf einem Bambusbrettchen in einer Wasserschale schwamm und sich in die Nord-Süd-Richtung ausrichtete, diente als Kompassnadel. Die Chinesen nannten es daher Südstein. In Europa wurde dieses Wissen erst 800 Jahre später entdeckt.
In Nordeuropa überwand man um 1500 v. Chr. größere Strecken mit Ruderfahrzeugen auf offener See mit dem so genannten Nachtsprung in klaren Nächten. Man orientierte sich nachts am Polarstern und musste tagsüber die Landmarken oder Berge der anzulaufenden Küste in Sicht haben. Thales von Milet (625–547 v. Chr.), Philosoph, Mathematiker und Astronom, beschäftigte sich auch mit Seefahrtsproblemen und soll ein erstes astronomisches Lehrbuch für die Seefahrt verfasst haben.
Um 600 v. Chr. beschrieb der Periplus von Massilia, dessen Originalmanuskript verloren ging, in drei Teilen die Seehandelswege von Massilia nach Tartessos, von Tartessos entlang der Westküste von Europa bis zu den Britischen Inseln und möglicherweise von Teilen der Nordsee.
Der Seefahrer Skylax von Karyanda fuhr um 510 v. Chr. im Auftrag des Perserkönig Dareios I. vom Indus in 30 Monaten um die arabische Halbinsel bis nach Ägypten. Er verfasste eine Periplus (Küstenbeschreibung). Die nach ihm benannte heutige Fassung, die Pseudo-Skylax, war aber über 100 Jahre jünger und stammte von anderen Autoren.
Wissenschaftlich unbelegt, wies vermutlich bereits ca. 440 v. Chr. der erste Leuchtturm und Tempel des Poseidon auf Kap Sunion, der Landspitze des Vorgebirges von Attika, Seeleuten den Weg nach Piräus und Athen.
326–324 v. Chr. befand sich die Flotte von Alexander dem Großen auf dem Rückweg von Indien nach Mesopotamien. Ihr Admiral Nearchos benutzte diese Fahrt zu Forschungszwecken. Sein Bericht über diese Fahrt war die erste genauere Kunde aus dem Indischen Ozean.
Um 280 v. Chr. wurde der erste bekannte Leuchtturm, der Pharos von Alexandria, fertiggestellt und war eines der sieben Weltwunder.
Um 285 v. Chr. entsandte Seleukos I., König der Seleukiden, den Griechen Patrokles zu Erkundung des Kaspischen Meeres. Der Grieche Eratosthenes aus Kyrene berechnete nach Sonnenstandsmessungen mit einem Sonnenstab (Gnomon) in Alexandria und Assuan die Größe der Erdkugel bereits erstaunlich genau. Eratosthenes vermutete auch, dass der größte Teil der Erdoberfläche von Meeren bedeckt sei.
Die ersten Küstenbeschreibungen um ca. 150 v. Chr. (Periplus) waren eine Zusammenfassung von Ptolemäus. Für exaktere Angaben fehlten noch die entsprechenden Messgeräte.
Marinos von Tyros schrieb um 110 n. Chr. ein Werk über die damals bekannte Welt mit 7000 geographischen Positionen von den britischen Inseln bis in den Indischen Ozean. Marinos erwähnte die Reisezeiten für Seefahrer und verarbeitete diese Angaben für seine Breiten- und Längenkreise. Claudius Ptolemäus bezog sich bei seiner Arbeit auf Marinos.
In einem Bericht über Astronomie in China 200 n. Chr., der Sterne aufzählte, wurde auch erwähnt, dass Seeleute zur Navigation einige große Sterne beobachteten. Dies war der erste Hinweis für eine Hochseeschifffahrt, die sich nach dem Sternenstand orientierte.
Die erste genauere Beschreibung von Seerouten war die Stadiasmus maris magni, darin wurde um 400 n. Chr. die Küsten, Häfen und Ansteuerungspunkte beschrieben und enthielten bereits Entfernungsangaben in Tagesleistungen bei durchschnittlichen Segel- und Ruderfahrten.
Wikinger entwickelten bereits im frühen Mittelalter einen Sonnenkompass zur Bestimmung der Himmelsrichtungen aufgrund des Sonnenstandes.
Unter Wissenschaftlern wird der Einsatz von Sonnensteinen als Polarisationsfilter durch navigierende Wikinger des 9. bis 11. Jahrhunderts diskutiert, um am trüben Himmel des Polarkreises den Sonnenstand anpeilen zu können.

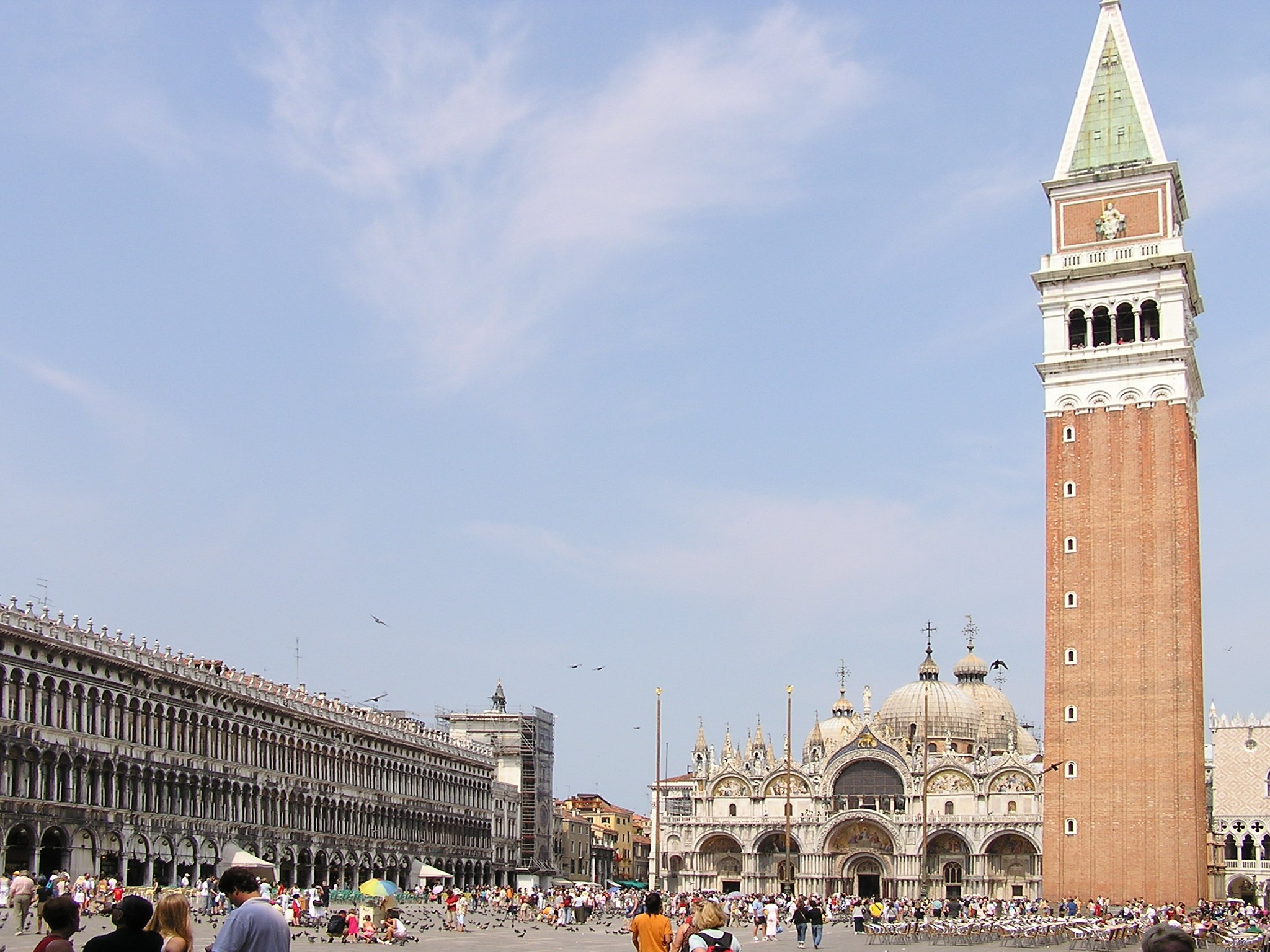
Campanile di San Marco

Der Campanile di San Marco mit ca. 98 Metern Höhe wurde um 1150 in Venedig errichtet. Der Markusturm ist gleichzeitig Ansteuerungspunkt der Schiffe. Bei Tage glänzt seine vergoldete Spitze, bei Nacht wird oben ein Licht angezündet, damit der Markusturm als Leuchtturm dient.
Der deutsche Astronom und Mathematiker Regiomontanus veröffentlichte 1475 seine astronomischen Tafeln für die Jahre 1475 bis 1506. Diese „Ephemeriden“ genannten Tafeln zeigten den Stand der Gestirne bezogen auf die Erde zu jedem beliebigen Zeitpunkt. Für die Hochseeschifffahrt waren diese Ephemeriden zur Ortsbestimmung unentbehrlich und ermöglichten erst die Entdeckungsfahrten quer über die Ozeane. Der Mönch Felix Faber kehrte 1483 von einer Pilgerfahrt aus dem Heiligen Land zurück und beschrieb die Schiffsführung eines Mittelmeerschiffes. Der Steuermann (Pilot) verfügte bereits über einen Kompass neben dem Mast und über einen zweiten auf der Poop (Achterdeck), Seekarten, sowie über Instrumente, die nicht genauer beschrieben sind. Ferner beobachtete der Steuermann die Sterne, die Windrichtung, die Fische und die Farbe des Wassers (so genannte „Augapfelnavigation“).
Die Einführung des Astrolabiums um 1500 und des Jakobstabs ermöglichten die astronomischen Berechnungen der Breite eines Ortes auf See, was das Wiederfinden einmal entdeckter Inseln und bei Meeresüberquerungen der Küste ermöglichte. Erst die Erfindung des Sextanten und des Schiffschronometers (1764) löste das Problem der Ortsbestimmung auf See einigermaßen, so dass die geographischen Koordinaten eines Orts bestimmt werden konnten.

## Grundlagen der Organisation
In der Nautik ist die Organisation auf der Brücke für die Steuerung des Schiffes von hoher Bedeutung. Ein zentrales Element ist die Seemannschaft. Sie besteht aus dem Kapitän und den Offizieren. Ein Offizier mit Befehlsgewalt ist der wachhabende Offizier. Die Arbeit im Team erfolgt auf der Basis internationaler Regeln. Diese sind im Bridge Procedure Guide festgelegt und werden als Bridge Resource Management oder als Maritime Resource Management angewendet. Die Reedereien bemühen sich gemeinsam mit der IMO um eine international einheitliche Praxis. Weitere wichtige Bestimmungen sind die Kollisionsverhütungsregeln, die Bestimmungen für das sichere Gehen einer Seewache nach dem STCW Code, das Ship Management System nach dem ISM Code, interne Anordnungen und die Regeln guter Seemannschaft.

## Wissenschaftliche Fachgebiete
Die Nautik bezieht mehrere wissenschaftliche Disziplinen ein. Dazu gehören die Geographie, die Ozeanografie, die Meteorologie und die Chemie. Die Reisezeiten können durch Meeres- oder Gezeitenströmungen beeinflusst werden. In die Reiseplanung muss einbezogen werden, ob es sich bei der Zielregion um eine Polarregion oder die Tropen handelt. Die Crew auf der Brücke muss kritische Situationen vorhersehen und auf sie reagieren können. Als Wetterphänomene können Hoch- und Tiefdruckgebiete, Gewitter, Wasserhosen, Passate, Tropische Wirbelstürme, Polar Lows und Meereis auftreten.

## Navigation
Ein bedeutender Teil der Nautik ist die Navigation – der Einsatz geeigneter Mittel, um ein Schiff sicher zum Ziel zu führen. Diese Aufgabe setzt sich aus verschiedenen Unteraufgaben zusammen:
- Bestimmung des Schiffsortes,
- Bestimmung der Geschwindigkeit und des Kurses über Grund und im Wasser,
- Planung der Reiseroute unter Berücksichtigung der geographischen, meteorologischen und ozeanografischen Bedingungen.

Die Bestimmung des Ortes, des gefahrenen Kurses und der Geschwindigkeit können durch astronomische oder terrestrische Navigation oder auch durch elektronische Navigation erfolgen. Auch Koppeln ist möglich. Das Koppeln war in früheren Zeiten, wenn es keine Landsicht gab, im laufenden Schiffsbetrieb die Methode, die zurückgelegte Strecke und damit die gefahrene Geschwindigkeit und den gefahrenen Kurs zu ermitteln. Diese Methode ist aber ungenau, da hier die Fahrt durchs Wasser und der Kurs durchs Wasser bestimmt wird, jedoch nicht die Fahrt oder der Kurs über Grund. Heutzutage werden die Position, der Kurs und die Geschwindigkeit mittels GPS bzw. DGPS bestimmt. GPS bzw. DGPS sind die wesentlichen Systeme der elektronischen Navigation. Weitere Systeme mit grafischen Displays sind ECDIS, Radar und AIS.

## Nautische Instrumente
- Lot (Schifffahrt)
- Kompass
- Sextant
- Quadrant
- Oktant
- Stundenglas (Sandglas)
- Längenuhr
- Astrolabium
- Jakobsstab
- Numisnautik

## Ausbildung
Die Ausbildung zum Nautiker erfolgt bei der Marine oder an Seefahrtschulen beziehungsweise Fachhochschulen.
Die Ausbildungszeit schließt man an der Seefahrtschule mit dem Befähigungszeugnis (Patent) zum Staatlich geprüften Nautiker ab und beträgt insgesamt zwei Jahre reine Ausbildungszeit. Viele Nautiker haben zuvor eine Ausbildung zum Schiffsmechaniker durchlaufen, ansonsten ist auch hier eine Praxiszeit von 12 Monaten vorgeschrieben.
An der Fachhochschule dauert die Ausbildung länger. Hier wird eine Praxiszeit von mindestens 12 Monaten an Bord von Seeschiffen gefordert, und man schließt als Dipl. Wirt. Ing. f. Seeverkehr ab (Hochschule Bremen). Die Regelstudienzeit beträgt acht Semester, inklusive der Praxissemester.
An der Hochschule Wismar, Bereich Seefahrt in Warnemünde schlossen alle Absolventen, welche bis einschließlich 2005 immatrikuliert wurden, mit dem Grad Dipl.-Ing.(FH) ab. Die Studienzeit betrug 9 Semester, sofern noch keine Seefahrpraxis vorlag. Konnten mindestens 12 Monate Seefahrtzeit nachgewiesen werden, reduzierte sich das Studium auf 7 Semester.

## Rechtliche Grundlagen
In die Arbeit eines Kapitäns und der Offiziere fließen juristische Grundlagen des Seeverkehrsrechts, des Arbeitsrechts und des Privatrechts ein.